# Herrick (Illinois)
Pour les articles homonymes, voir Herrick.
Le village de Herrick est situé dans le comté de Shelby, dans l’État de l’Illinois, aux États-Unis. Sa population s’élevait à 436 habitants lors du recensement de 2010, estimée à 424 habitants en 2016.